# 北京市第四中学
北京市第四中学，简称北京四中（BHSF），位于北京市西城区，分为高中本部、东校区（即初中部——原北海中学、原北海小学、原北京实用美术学校北海校区）、广外校区（原北京市六十三中学）和金融街国际校区，是北京市示范性高级中学。
北京四中是在1906年（光绪三十二年）六月由当时顺天府出资筹建的，当时名为顺天中学堂。辛亥革命后1912年，北京四中由京师学务局管辖，改名为京师公立第四中学。直至1949年中华人民共和国成立后，改为现名。

## 学校历史

### 晚清时期
北京市第四中学的前身，可追溯至清末光绪、宣统年间的顺天四路学堂而由此改组设立的顺天中学堂。1905年，科举制度在戊戌变法的撼动下结束，中国近代学校京师大学堂附属小学堂（今北京大学附属小学）、宛平民立初级小学、畿辅学堂（今北京十四中）和顺天中学堂（今北京四中）相继创立，开始了新式教育。

建立顺天中学堂的提议始于顺天府兼尹孙家鼐、府尹胡燏棻于光绪二十四年八月初四日（1898年9月19日）呈递的《奏设顺天府中学堂折》：
——拟请将金台书院改为顺天府中学堂——就所属二十四州县，调取学中廪增附生年十六岁以上、二十四岁以下，材识通达、志趣远大者。大县挑选三名，小县挑选二名，来京扃门课以时务、策论，分别甲乙，以定去留，以四十名为额。金台书院向有外省士子肄业；并另设南额二十名，一律考取。
1905年，东路中学堂（通州）、南路中学堂（大兴黄村）、西路中学堂（卢沟桥）和北路初级师范学堂(昌平沙河)相继创办。后经顺属二十四州、县所举绅士的会议，顺天府凌府尹福彭决定于京师另立一所中学，分选各属合格学生入堂肄业，并决定以位于西什库的宛平高等小学堂校舍开办顺属中学堂。学部议复御史张世培奏请顺天府正式开设顺天中学堂。

《议复御史张世培奏顺天府尹破坏章程淆乱定章折》部分内容如下：
——查顺天四路学堂创始于前府尹臣陈璧议。由各属契税项下酌加五成，专备四路学堂之用。东路设于通州城内，南路设于大兴县属黄村，每年款项均约六千两。西路设于卢沟桥，每年款项三千两。北路款项仅一千余两，已另摊派各属每年三千两，办理初级师范学堂。

而东、西、南三路中学，自开办以来，或三年或二年，议者谓人数太少，程度不齐，遂有主归并中学、添设师范之说。顺天府尹凌福彭到任后，札饬二十四属各举绅士定期会议。开议之时，主归并者十有四人，不归并者十人。遂定于京师另立中学一所，现在三中学之学生、经费概行归并。而不主归并之说者，咸不免啧有烦言。此御史张世培所以有破坏学务、淆乱定章之奏也。……

臣等公同商议，……似应照该府尹原议，先在京师设立一所，分选各属合格学生入堂肄业。查从前顺天府宛平小学堂校舍甚为宏敞，现在该堂移设外城，其原有校舍拟作为顺属中学堂；其现办之东、西、南三路中学堂学生并于此校肄业，北路学生有合格者亦酌量选择收录，以昭平允。

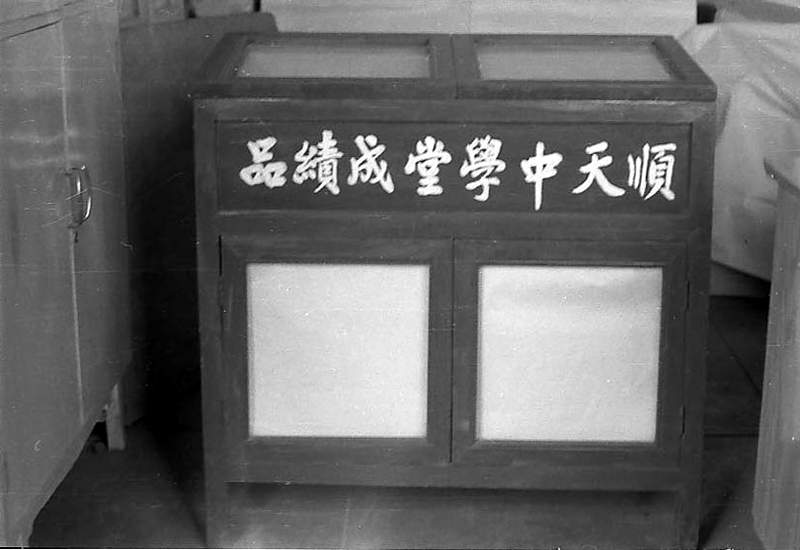
顺天中学堂成绩品(光绪三十三年)

1906年，顺天府在今西什库天财库旧址（今称后库）筹设顺天中学堂，并派藩祖荫作监督。1907年，顺天中学堂正式创校，顺天四路学堂42名学生(东路14名、西路10名、南路14名、北路4名)入学，称为甲班(今称第一级，于1912年十二月毕业)。学制为四年，设国文、算术、历史、英文、社会学、国画等课程。1908年，学堂添招乙班（英文班），学生三十一名（今称第二级，于1913年七月毕业）。1909年，添招丙班（英文班），学生三十九名（今称第三级，于1915年正月毕业）。

### 中华民国时期

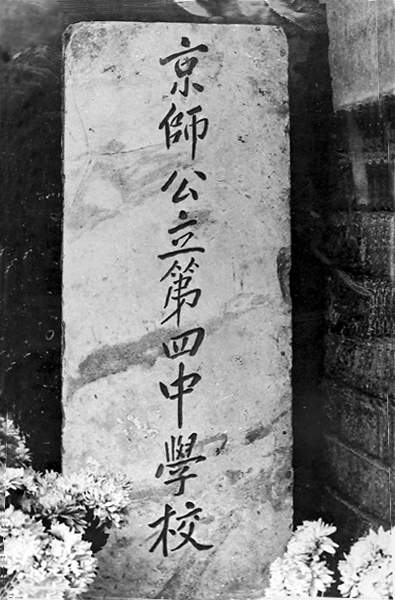
第一任校长王道元题写的校碑（民国元年）

1912年，顺天中学堂由京师学务局管辖，委派王道元为校长，下设教务学监和斋务学监。同年9月29日更名为京师公立第四中学校，并定该日为校庆日，并一直延续下来。1913年，学校在原有英文班的基础上，开设德文班。全校共有四个班97名学生。
1919年五四运动期间，有四中学生代表前住天安门游行集会，途中被军警驱散，并被押送回校。同年6月，学校学生因在街头宣传，数人被捕，关押十余天。同年8月27日，有学生参加京津学生在北京的游行示威，国文老师潘云超因在《益世报》上发表支持学生运动的署名文章，被北洋政府逮捕。

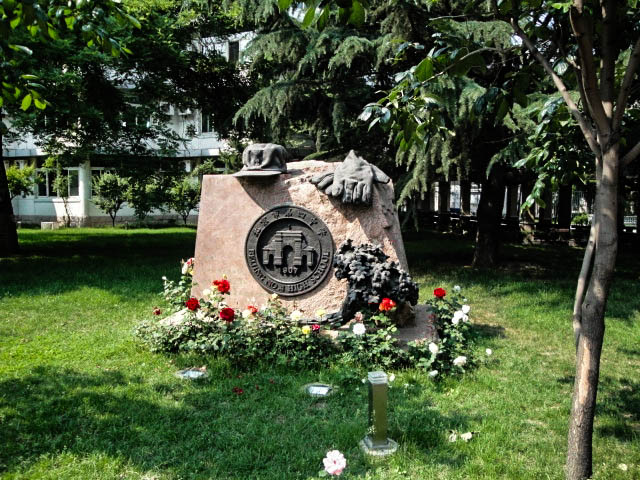
四中烈士纪念碑

1937年北平沦陷。在日军统治下，学校实行奴化教育，日本教官进驻学校，同时增设日语课程。
1940年，日伪校长王岩涛来校，遭到师生反对，后被学生赶出校门。1945年日本投降后，国民政府接管四中，委派孙鹿宾任校长。此时，中共地下党组织在四中活动，并在高中学生中发展地下党员。
1945年5月22日，清华大学、北洋大学、燕京大学的部分四中校友返校，向本校高三学生做反内战宣传。内六区警察局闻讯后派数十名警察持枪冲进学校，包围了礼堂，捆绑正在演讲的校友。在场的四中学生警察发生争执，有几名学生被刺刀刺伤。后北平市长何思源派专人来校为校友松绑，并向学生道歉。同年化学实验室发生爆炸，学生组织义演募捐用来重建化学实验室。
1948年底至1949年初，中华民国国军占领校园，学校被迫停课，校舍成为为兵营，操场成为炮兵阵地，百余株树木被砍伐，课桌椅被焚烧。

### 中华人民共和国时期

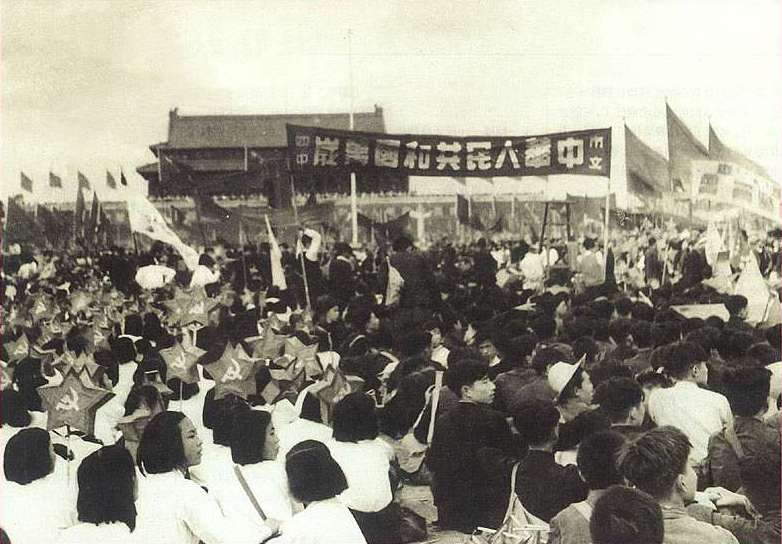
北京四中师生在天安门广场参加开国大典（1949年10月1日）

1949年1月31日，北平和平解放。同年3月15日北京市军管会委派李复生来校接管四中任校长。同年四中建立了中国共青团团支部和中国共产党党支部，并成立新的学生会。校名亦被改为北京市第四中学，并沿用至今。文革前为一所高干子弟和平民精英云集的著名男子中学。

#### 文革时期
1966年6月1日，《人民日报》发表了《横扫一切牛鬼蛇神》的社论，四中从此正式停课。6月4日北京市委派工作组进驻学校；6月15日，全校召开女校长杨滨的斗争会。6月18日《人民日报》分别刊登北京四中和北京女一中废除高考制度的倡议书。两信发布之后，1966年起高考即被“废止”达十一年。
1966年8月25日，四中学生参与成立“首都红卫兵纠察队西城分队”（简称“西纠”）。“西纠”的司令是时任中共中央调查部部长孔原的儿子，北京四中高三学生孔丹。

#### 改革开放时期

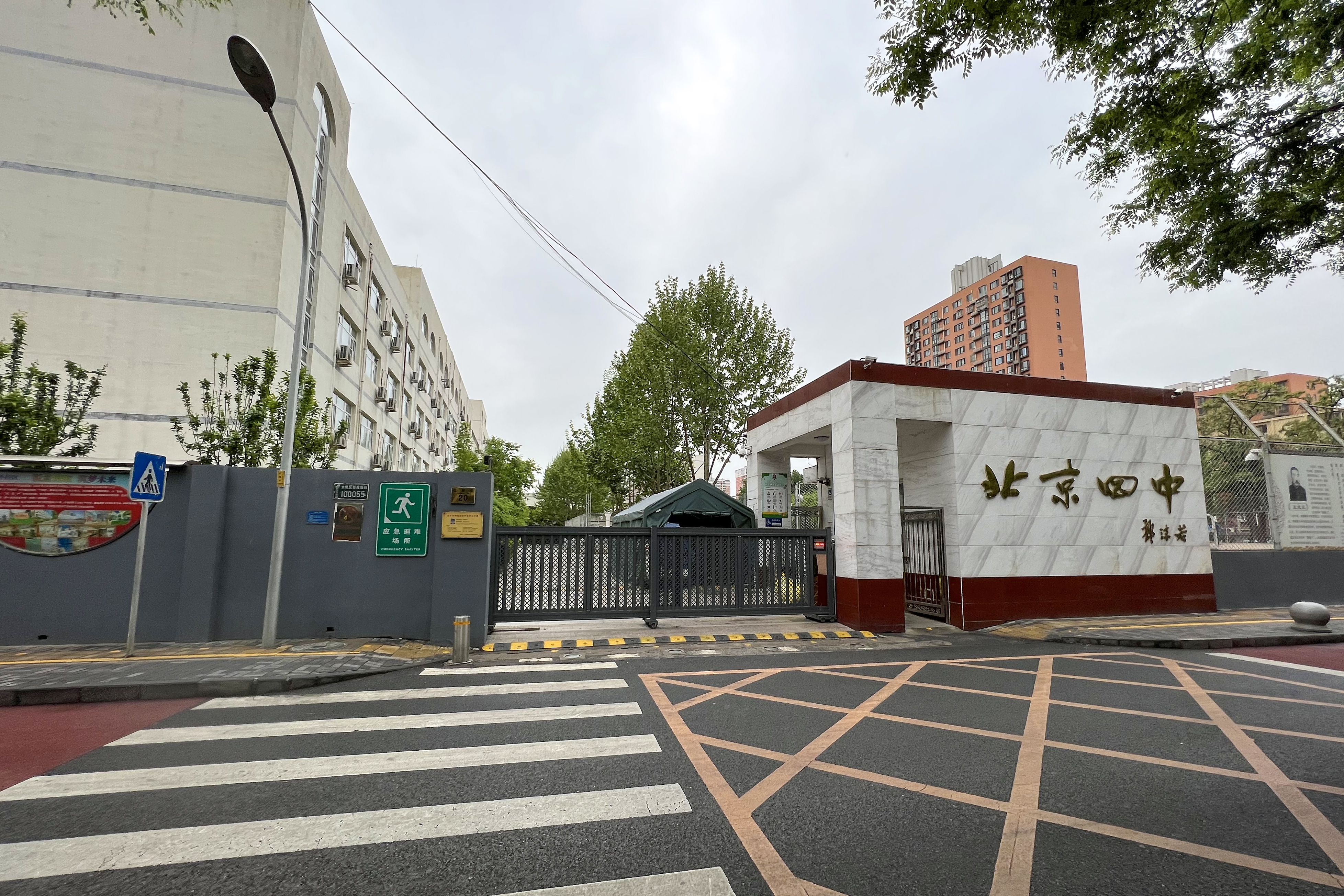
2015年，北京四中合并六十三中后，在广外红居街北京财会学校原址成立北京四中广外校区

1995年11月7日，中共中央总书记、国家主席江泽民视察北京四中时，曾说：“久闻大名，如雷贯耳。到这里来，真是三生有幸。”
2001年2月，国际奥委会2008年奥运申办城市评估团考察北京时，北京四中作为唯一被考察的教育机构接受评估，并且为北京奥运会申办成功起到了重要的作用。
2007年9月4日，国务院总理温家宝视察北京四中时曾说：“要把四中办成世界一流的学校，中国要有更多像四中这样的学校，这是我们的愿望。”
2023年，北京四中在河北省雄安新区建立北京四中雄安校区。

## 校园文化

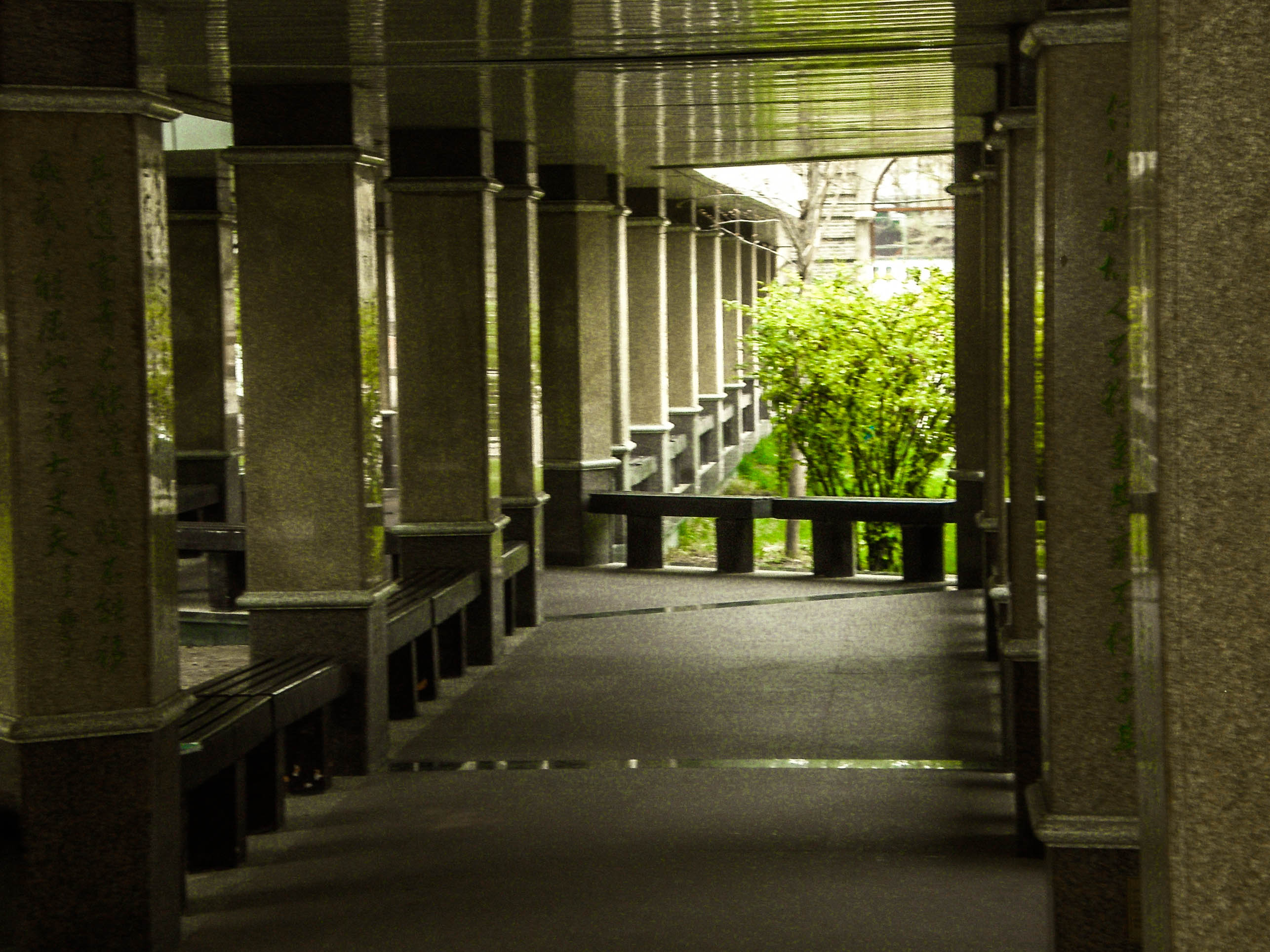
四中走廊

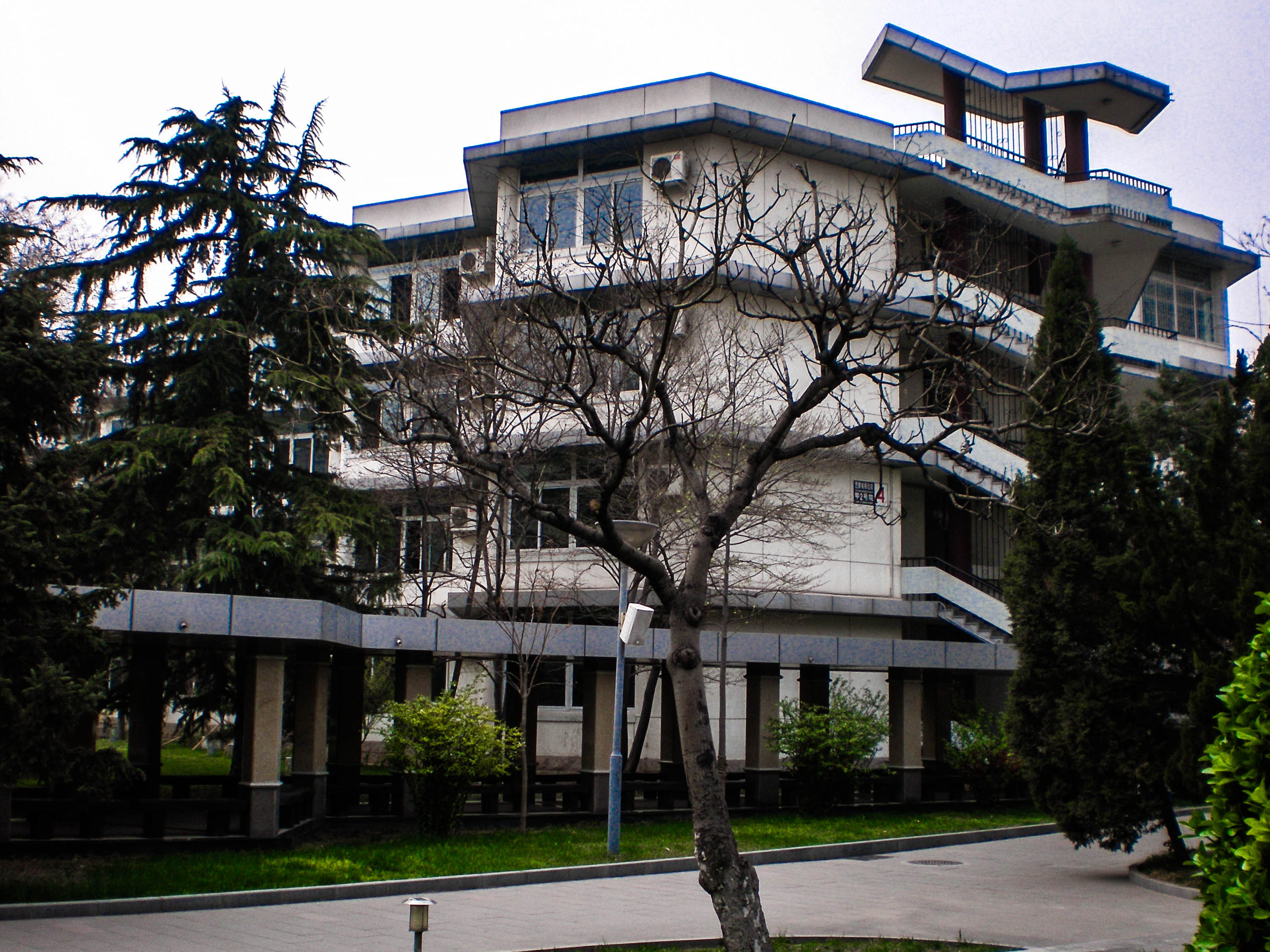
四中教学楼

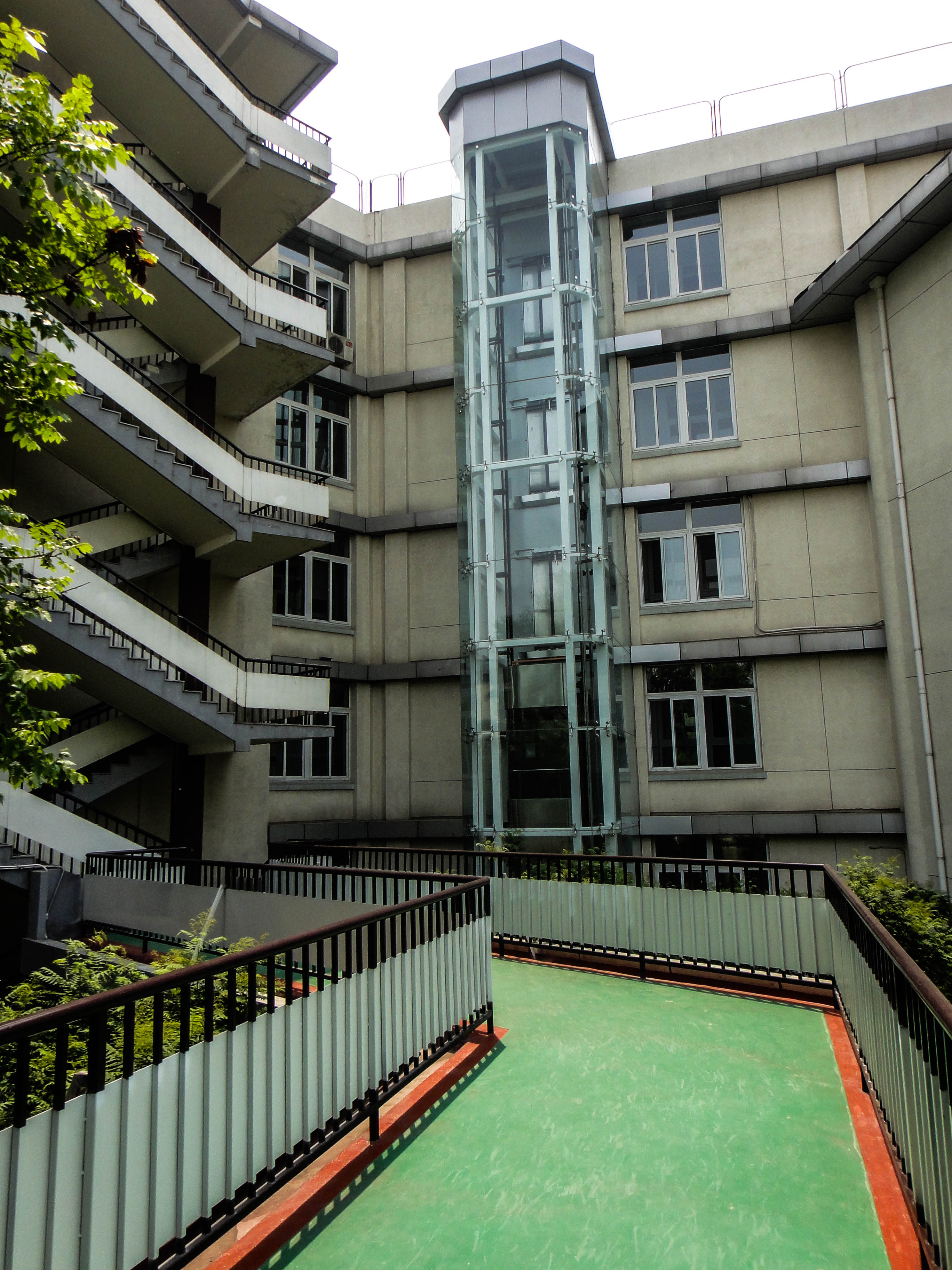
四中科技楼

### 校名
现在北京四中的校名由中国科学院首任院长郭沫若题写。

### 校标
北京四中的校标是民国十年（1921年）建成的北平公立第四中学校门。

### 校训
北京四中的校训是「勤奋、严谨、民主、开拓」。

### 训诫
北京四中训诫摘自首任校长王道元撰写的《京师公立第四中学校第八级毕业生通讯录序》。

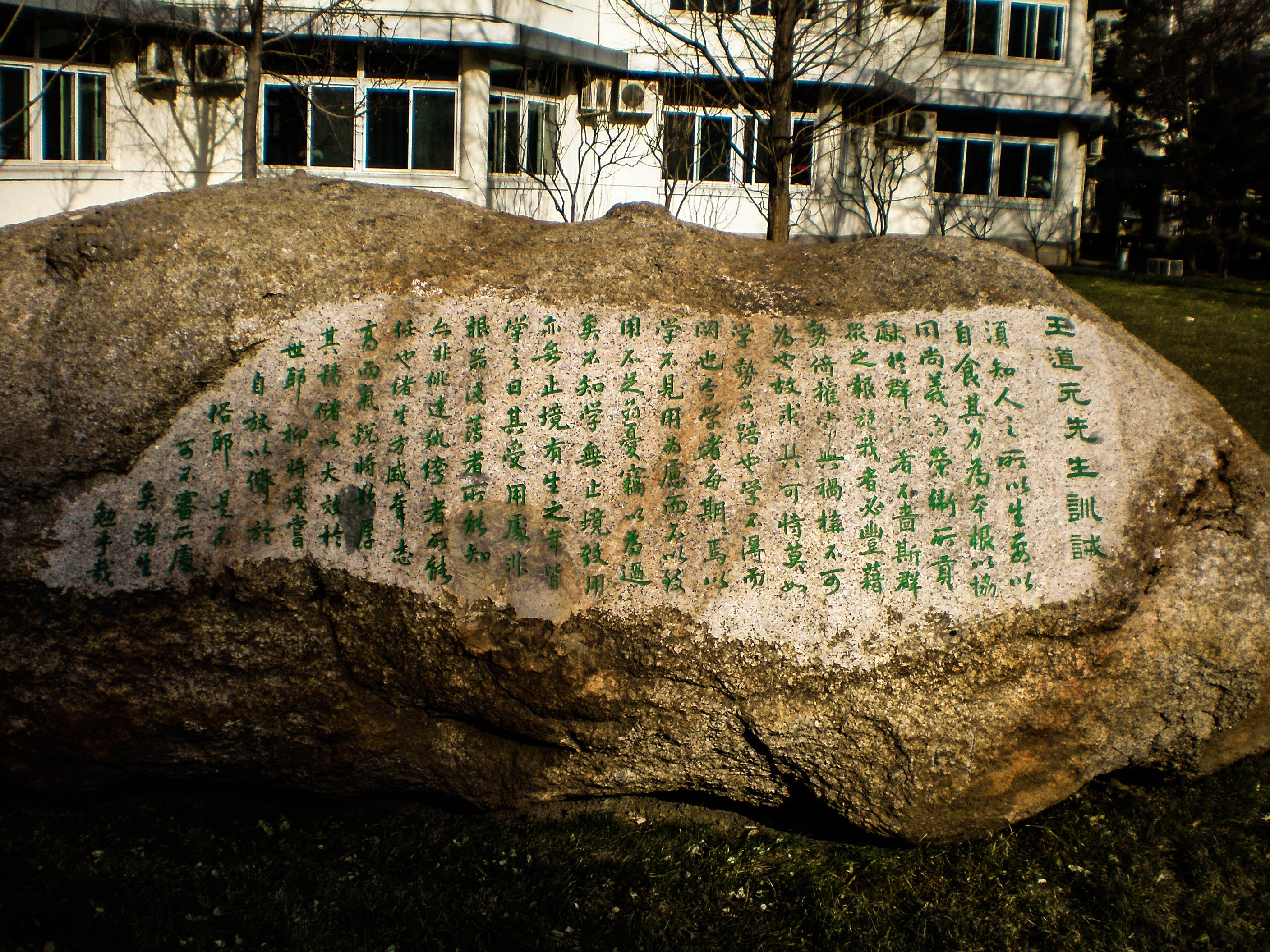
北京四中训诫石

训诫原文如下：
——须知人之所以生，要以自食其力为本根，以协同尚义为荣卫。所贡献于群众者不啬，斯群众之报施我者必丰。藉势倚权，常与祸构，不可为也。故求其可恃莫如学，势可踣也。学不得而閟也。今学者每期期焉，以学不见用为虑，而不以致用不足为忧，窃以为过矣。不知学无止境，致用亦无止境，有生之年，皆学之日。其受用处，非根器浅薄者所能知，亦非佻达纨絝者所能任也。诸生方盛年，志高而气锐，将欲厚其积储以大效于世耶？抑将浅尝自放以侪于俗耶？是不可不审所处矣。诸生勉乎哉！

## 校园

### 旧校园

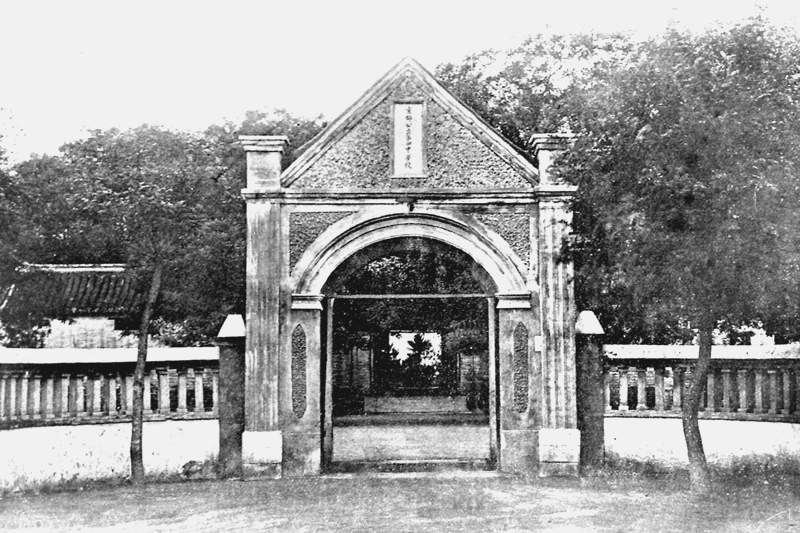
民国四年（1915年）京师公立第四中学校门

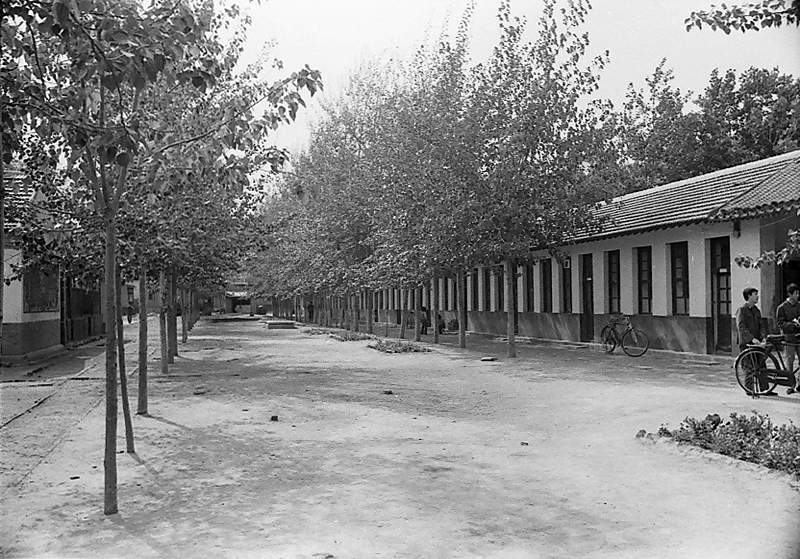
北京四中老校园教室

顺天中学堂选址于位于京师后库（现北京市西城区后库）的宛平高等小学堂。校园虽经多次翻新、重建，地址未曾改变。全校占地面积为98.6亩，体育场占地40.6亩，包括篮球场，网球场，排球场和足球场。校园内有树木1500余株，花卉100余种。校园南院有植物园地，种有农作物，并建有一个古朴的井亭，颇有田园意境。如当时校歌所描述的：“半似乡村半似城，花木苍翠四时荣”。

### 目前校园
1983年北京市政府决定改建北京四中校舍，并列为市重点工程。新扩建的四中校园占地46372平方米。
校长室

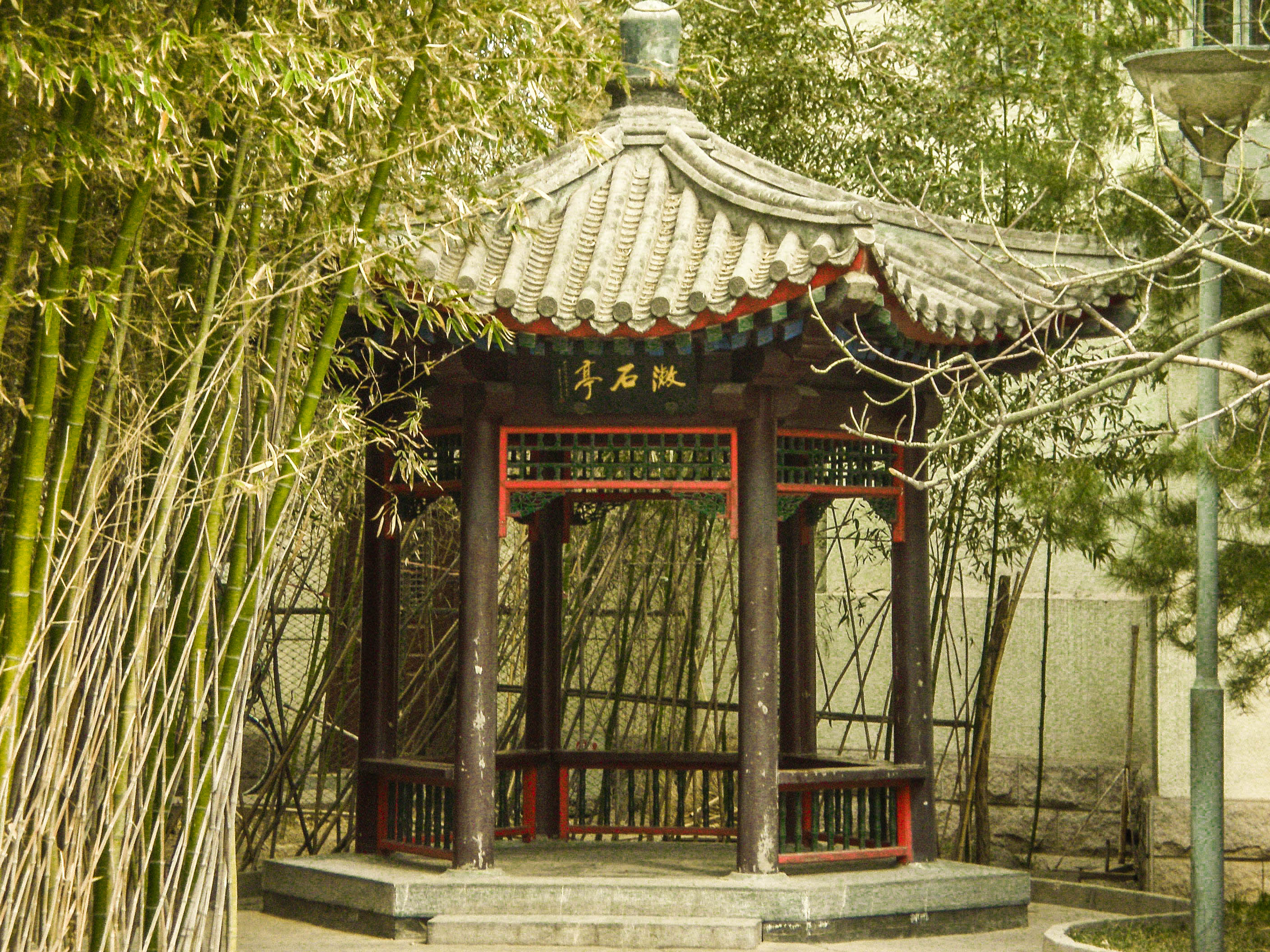
北京四中淑石亭

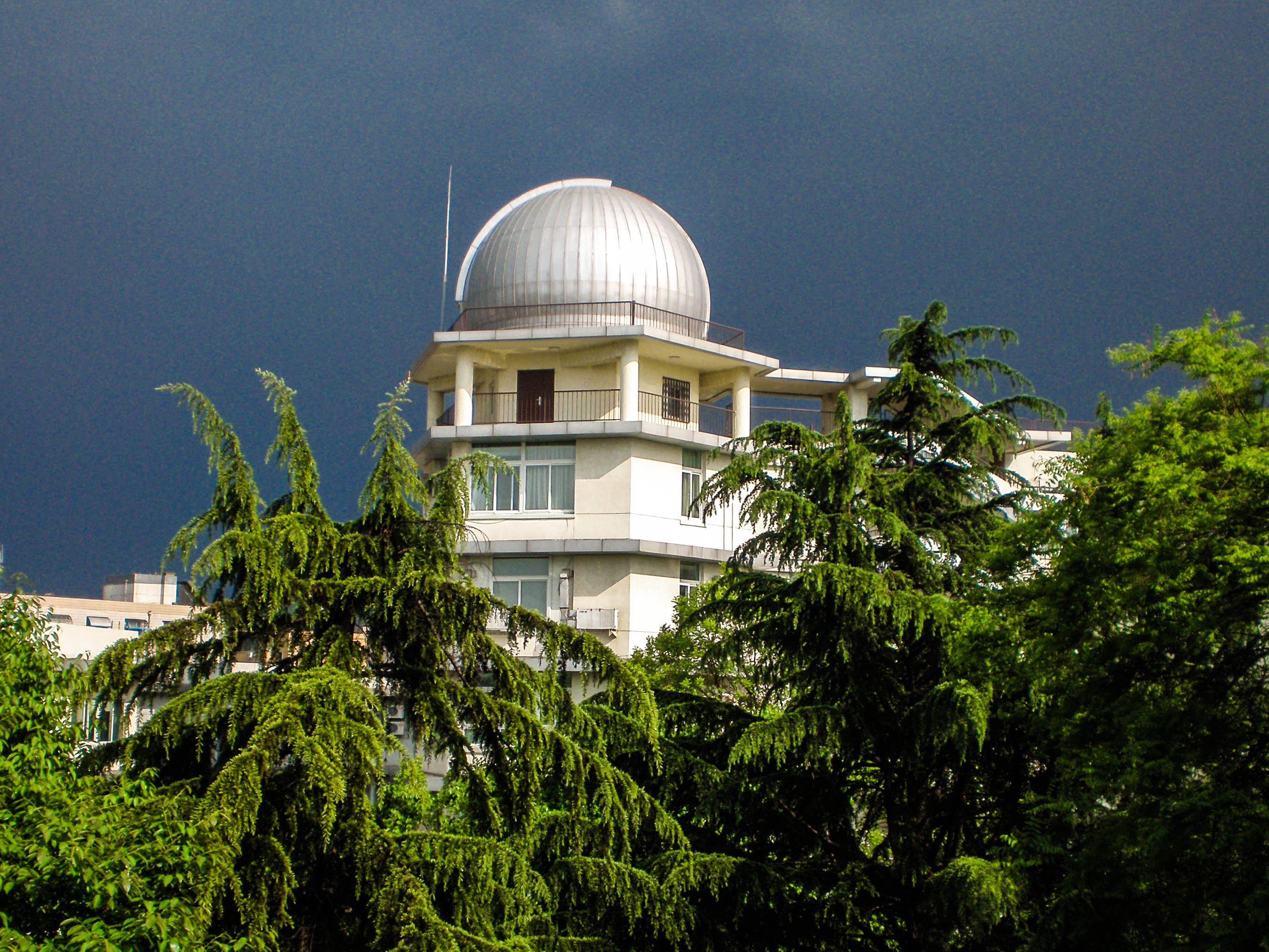
北京四中天文台

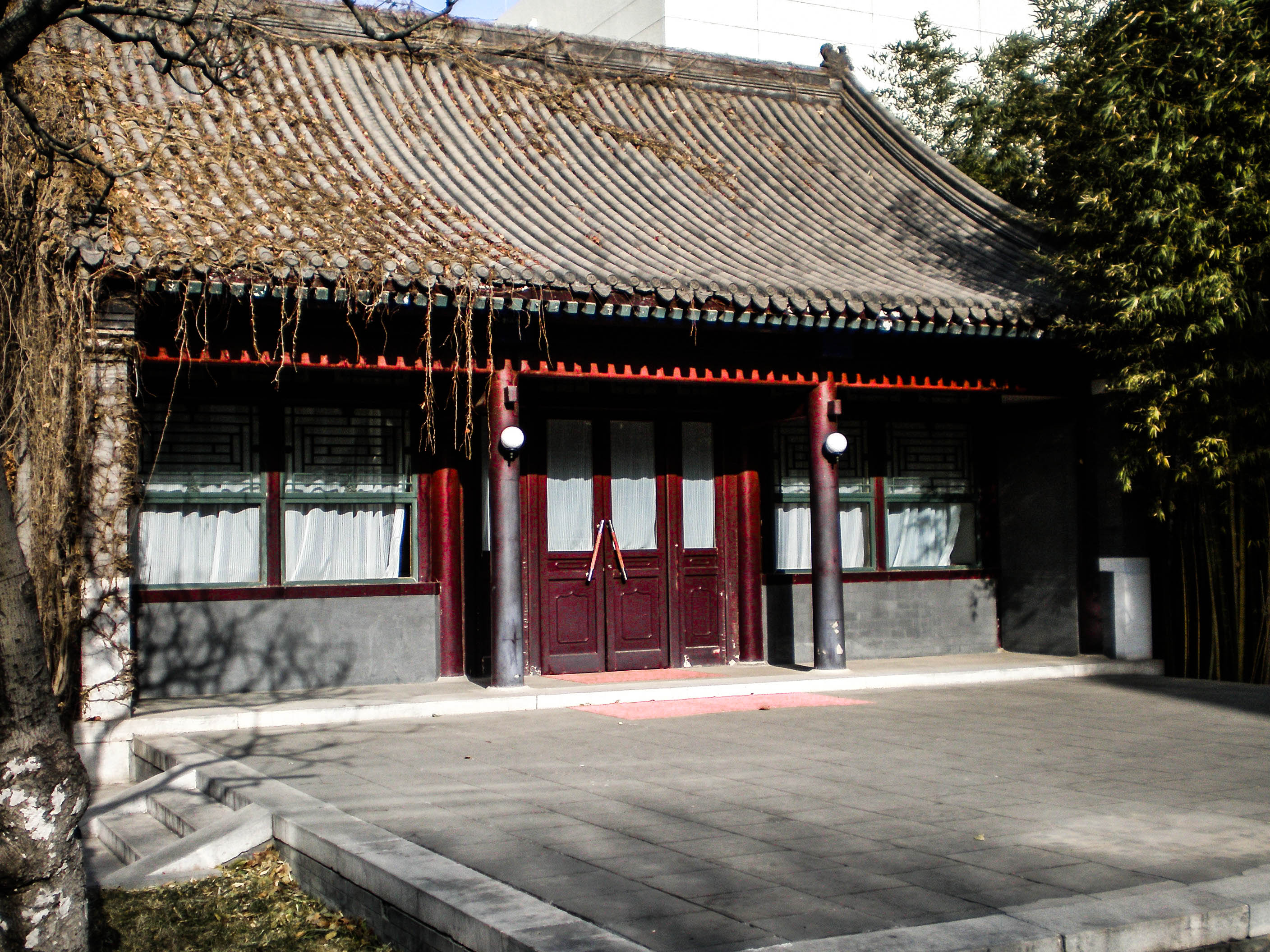
北京四中校长办公室

校长室是学校学堂时期唯剩的旧建筑。校长室为三间硬山式北房，青砖灰瓦，房前设有平台，称为“望月台”。
教学楼
北京四中的大部分的教室集中在一座教学楼。教学楼共四层，每层有教室八间。设计者摒弃常用的矩形而采用六边形平面，取得了大容量、短视距和小视角的综合效果。另外因多个六边形教室组合而自然形成的走廊空间的收放变化，既满足了交通疏散的要求，也为学生提供了多个课间交往娱乐的理想空间。
实验楼
实验楼共六层。第一层至第五层分别设有化学实验室、物理实验室、生物实验室和计算机机房，供学生完成教学实验和课外活动。第六层设有天文台。
办公楼
办公楼于2003年竣工，用于教职员和行政人员的办公。此外另设有一間大型会议室(被四中人称为501会议室)供日常会议和接待。
综合楼
竣工于2007年百年校庆以前，楼内有食堂、礼堂、北京四中国学讲堂，部分行政人员在此楼办公。
室外体育场
北京四中设有一个塑胶室外体育场。附有标准六线四百米跑道，一个中型足球场、二个排球场、六个篮球场、田径运动设施和看台,供学生和教职员使用。
室内体育馆
北京四中设有一间多功能体育馆，可用于多种体育运动，例如篮球、羽毛球。此外另设有乒乓球室、健身房及标准50X25米六道室內游泳池。
其他设施
北京四中亦设有老办公楼（現已拆除改建為综合楼）、宿舍、饭堂等。从教学楼通往实验楼的走廊也是四中的特色。

### 初中部
北京四中初中部则分为东操场和西操场，由两个学校合并而成。西操场多为初一和初二学生使用，初三学生则主要活动于东操场。其中西操场下为一座古代陵墓。

## 办学特点

### 道元班
北京四中计划在2010年新高一年级组建“北京四中杰出创新后备人才培养道元实验班”，简称“道元班”。该班将面向全市招收30名学生。选拔标准是：学生在某一领域具有浓厚的兴趣甚至达到痴迷、迷恋的程度，有着扎实的基础和超越同龄人的学习潜力，且在此领域具有超常的认知能力、思维能力、敏感性和创造性，并有超乎寻常的学习内在动力。同时参照学生的学习成绩。在2010年3月27日的中招咨询会上，校长刘长铭公开表示，道元创新实验班已通过北京市教委等有关部门审批。
自2019级新生起，“道元培养计划”已不再独立组建行政班。

### 教学水平

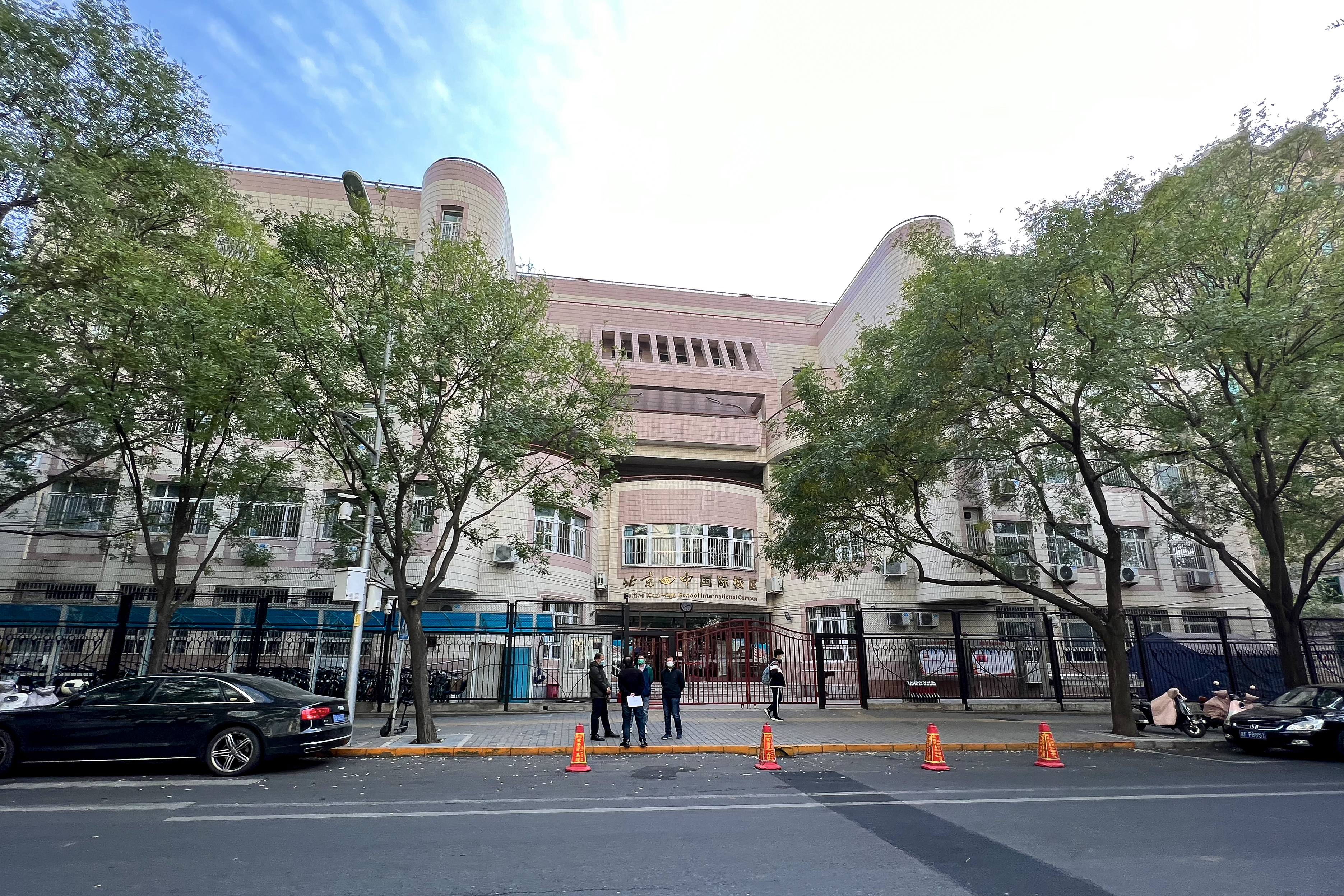
北京四中国际校区

北京四中是中国最早实行分层教学的学校之一，它根据每个学生的不同特点有针对性地打乱班级上课。每年有百余人次在市区以上的数学、物理、化学、生物和计算机竞赛中获奖。在国际奥林匹克学科竞赛中，共获得六枚金牌、两枚银牌、一枚铜牌。北京四中是北京的重点中学，有95%以上的学生可以进入重点大学，1994年至2002年期间，每年有40％以上的毕业生升入北京大学和清华大学两所高校，比例居全国第一，至今这一数字稳定在每年五分之一（一百人）左右，另有更多的毕业生升入南京大学、上海交通大学、复旦大学、浙江大学和中国科技大学等国内名校以及香港大学、香港科技大学和香港中文大学等香港名校。
四中的出国班每年都会送几十名学生到国外名校留学。从2010年到2012年，出国班都是由经过两年高考班培训之后的普通学生在高三组成的新班级，而2012年以后学校增设三年的出国班。

### 选修课
所有北京四中的高一和高二的学生每周都必须上两节选修课。选修课的覆盖内容很广，包括：厨艺、电影制作、3D动画制作、历史地理、诗歌鉴赏、新闻、古汉语、工业工程、战争史、地理信息系统、心理学、古典音乐、解剖、英美文学、量子物理、摄影、天文、计算机科学、数学建模、服装设计、法语等等。

### 体育
北京四中有篮球、足球、田径、武术、桥牌等项目。学校从高一到高三都每天一节体育课，冬季每天还有冬季长跑活动。四中还规定学生毕业之前必须考取深水证，否则不予毕业。

### 社团
四中的学生社团活动很多。社团的种类也很多，包括考古社、文学社、科技社、天文社、国学社、话剧社、街舞社、辩论社、芭蕾社、桥牌设、电影社和模拟联合国等等。文学社的《流石》已经成为学校最受欢迎的校刊，并获全国校内报刊评比特等奖。

## 历任校长

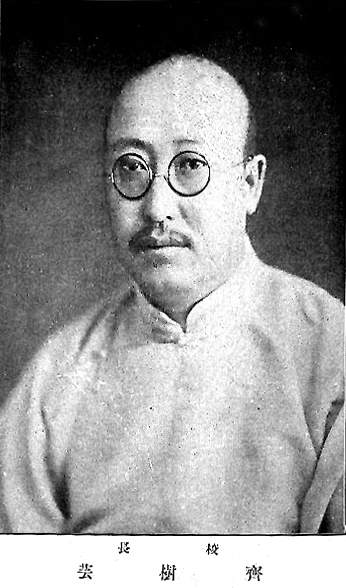
第三任校长齐树芸

- 1907－1911 刘祖荫（顺天中学堂监督）
- 1912－1917 王道元：京师大学堂首届毕业生，充吏部主事。民国元年接收顺天中学堂。
- 1917－1924 阎翰升
- 1925－1940 齐树芸
- 1940－1941 王岩涛
- 1941－1943 刘清
- 1943 	 马士奇
- 1944 王育黎
- 1945 	 高去疾
- 1945－1946 孙芳芩
- 1946－1948 田植萍
- 1949 	 李复生
- 1950 	 张镜
- 1951－1953 卞慎吾
- 1954－1958 温寒江：北京教育学院院长。
- 1958 卢禹
- 1958－1959 解才民：北京大学数学系毕业生，北京大学附属工农速成中学校长。
- 1960－1961 陶希镰
- 1962－1965 解才民
- 1965－1966 杨滨：北平燕京大学毕业生，北平女一中校长。
- 1966－1971 文革军训团工宣队
- 1972－1973 张印斗：革命委员会主任。
- 1974－1978 李恩浩：革命委员会主任。
- 1978－1982 韩家鳌
- 1983－1985 刘铁岭
- 1985－1990 刘秀莹
- 1990－2003 邱济隆
- 2003－2017刘长铭
- 2017—现在马景林

## 曾任教师

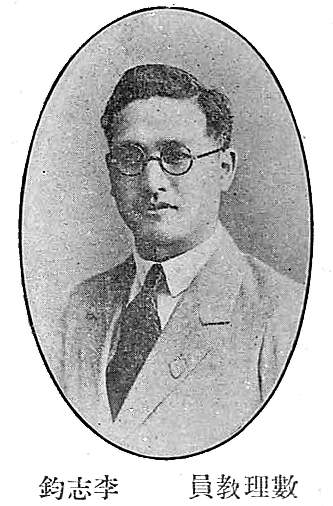
数理教员李志钧

陈景润：数学家，中国科学院院士。1953年－1954年在北京四中任教，因陈口齿不清，被拒绝上讲台授课，只可批改作业，后被“停职回乡养病”。
李志钧：北京四中毕业，北京大学毕业生。1924年－1940年在北京四中任物理教师。

## 校友
北京四中至今有三万五千名毕业生。由于北京四中的英文名为Beijing High School No. Four，因此近来不少四中人以BHSFer自称。北京四中在各个方面培养人才。

## 相关书籍
- 《暴风雨的记忆》：曹一凡、维一、北岛著
- 《少年凯歌》：陈凯歌著